# 서상 나들목
서상 나들목(Seosang IC)은 경상남도 함양군 서상면 옥산리와 금당리에 걸쳐 있는 통영대전고속도로의 13번 교차로이다. 나들목 진출입로는 서상면 도천리와 접하고 있으며, 서상면, 서하면 등지로 진출할 수 있다. 국도 제26호선으로 거창군과 안의면으로 갈 수 있다.

## 연혁
- 2000년 10월 9일 : 2001년 12월까지 나들목 요금소 위치 변경을 위해 전라북도 무주군 안성면 장기리 ~ 경상남도 함양군 유림면 대궁리 50.62km 구간 도로구역 변경[1]
- 2001년 11월 21일 : 통영대전고속도로 무주 ~ 함양 구간 개통에 따라 영업 개시[2]

## 구조물 정보
- 위치: 경상남도 함양군 서상면 옥산리, 금당리
- 영업소: 경상남도 함양군 서상면 서상로 111

## 접속하는 도로
- 서상로 (구 국도 제26호선)
- 간접 연결 : 국도 제26호선, 국가지원지방도 제37호선, 지방도 제1001호선 (육십령로, 서상로 이용)

## 교통량 정보
| 요금소        | 통행량 (대/일) | 통행량 (대/일) | 통행량 (대/일) | 통행량 (대/일) | 통행량 (대/일) | 통행량 (대/일) | 통행량 (대/일) | 통행량 (대/일) | 통행량 (대/일) | 통행량 (대/일) | 각주  |
| 요금소        | 2001년         | 2002년         | 2003년         | 2004년         | 2005년         | 2006년         | 2007년         | 2008년         | 2009년         | 2010년         | 각주  |
| ------------- | -------------- | -------------- | -------------- | -------------- | -------------- | -------------- | -------------- | -------------- | -------------- | -------------- | ----- |
| 서상 (폐쇄식) | 634            | 700            | 800            | 779            | 763            | 780            | 784            | 858            | 941            | 988            | [ 3 ] |
| 요금소        | 2011년         | 2012년         | 2013년         | 2014년         | 2015년         | 2016년         | 2017년         | 2018년         | 2019년         |                | [ 3 ] |
| 서상 (폐쇄식) | 1,012          | 1,057          | 1,123          | 1,088          | 1,157          | 1,154          | 1,269          | 1,270          | 1,288          |                | [ 3 ] |